# Hollyhock House
Hollyhock House – zabytkowa rezydencja znajdująca się w dzielnicy Hollywood, w Los Angeles, w Kalifornii, w Stanach Zjednoczonych, zaprojektowana przez architekta Franka Lloyda Wrighta dla dziedziczki fortuny naftowej, Aline Barnsdall.
Dom został wybudowany w latach 1919–1921 i jest centralnym punktem kompleksu Barnsdall Art Park. W 1963 roku obiekt został uznany za Los Angeles Historic-Cultural Monument, w 1971 roku wpisano go do amerykańskiego National Register of Historic Places, zaś od 2007 roku stanowi National Historic Landmark. W 2019 roku rezydencja i jej otoczenie wpisane zostały wraz z siedmioma innymi dziełami architektury XX wieku Franka Lloyda Wrighta na listę światowego dziedzictwa UNESCO.

## Historia

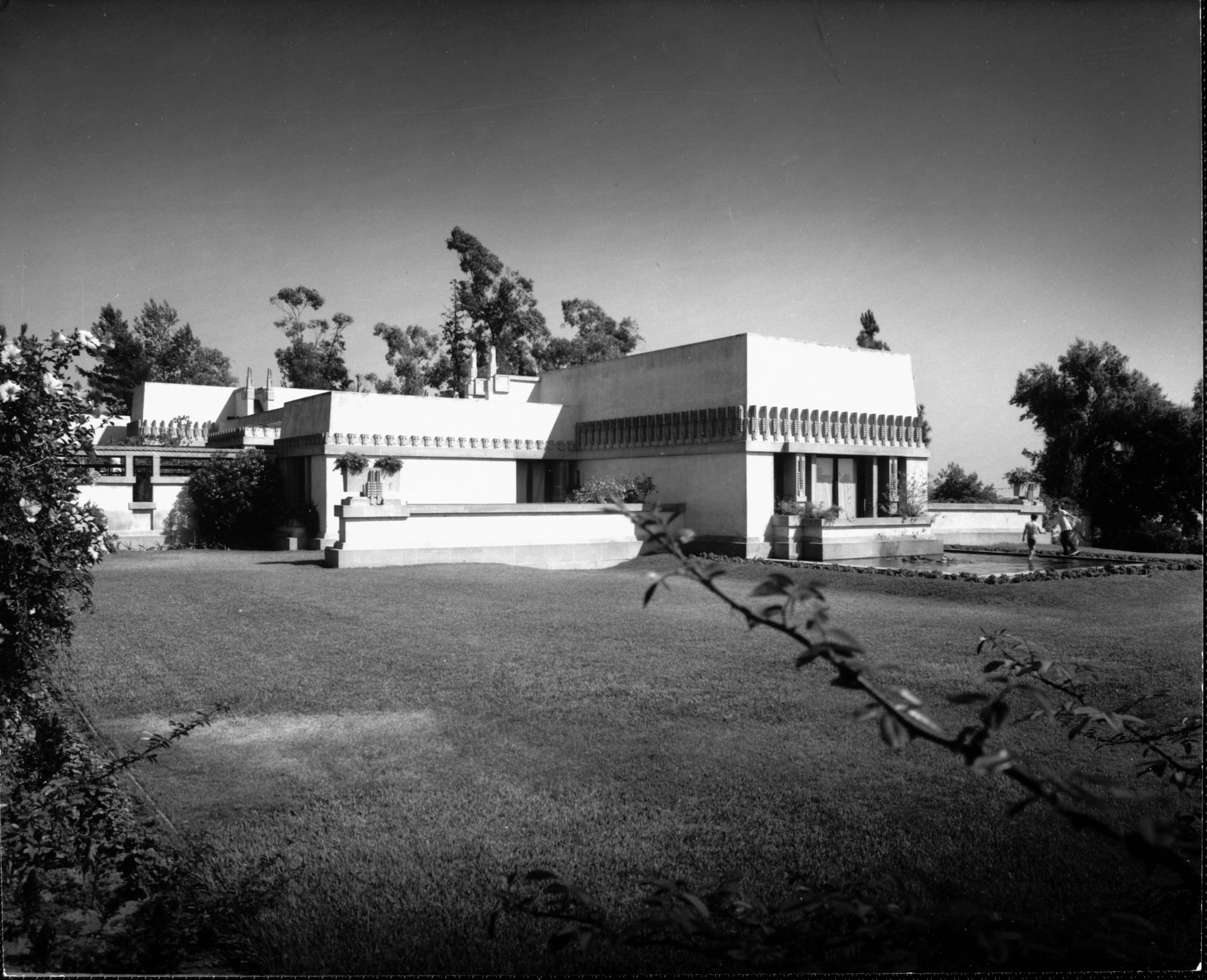
Hollyhock House po ukończeniu budowy (1921)

Historia budynku sięga roku 1914, kiedy to dziedziczka naftowej fortuny i mecenaska sztuki Aline Barnsdall poznała w Chicago architekta Franka Lloyda Wrighta, któremu opowiedziała o planach stworzenia dużego kompleksu artystycznego obejmującego teatr do produkcji awangardowych sztuk wraz z mieszkaniami dla aktorów i reżyserów, kino, studia dla artystów oraz prywatną rezydencję. W 1919 roku Barnsdall zakupiła w tym celu działkę o powierzchni ok. 14 ha położoną w Hollywood, w Kalifornii, na wzgórzu Olive Hill wznoszącym się na wysokość około 36 m ponad otaczający teren. Nazwa wzniesienia pochodzi od porastającego je pierwotnie gaju oliwnego.
Prace nad rezydencją Hollyhock House oraz dwoma innymi budynkami wchodzącymi w skład kompleksu – Residence „A” oraz Spring House – rozpoczęły się w 1919 roku i trwały do 1921 roku. Budynek nosi nazwę na cześć ulubionego kwiatu Aline Barnsdall – malwy (ang. hollyhock). Ze względu na inne zobowiązania (m.in. budowę Imperial Hotel w Tokio) Wright nie nadzorował osobiście prowadzonej inwestycji. Plany drugiego piętra rezydencji ukończył jego asystent Rudolph Schindler, natomiast projekt krajobrazu otoczenia budynku wykonał jego syn, Lloyd Wright. Ostatecznie z powodu przekroczenia zakładanych kosztów projektu Barnsdall zwolniła architekta. W 1923 roku zatrudniła go ponownie w celu zaprojektowania na terenie posiadłości szkoły dla jej córki. Budynek nie został jednak ukończony, a powstały tylko jego fundamenty, które przekształcono w taras ogrodowy. Zaprojektował go i wykonał Rudolph Schindler, stąd konstrukcja znana jest jako Schindler Terrace.

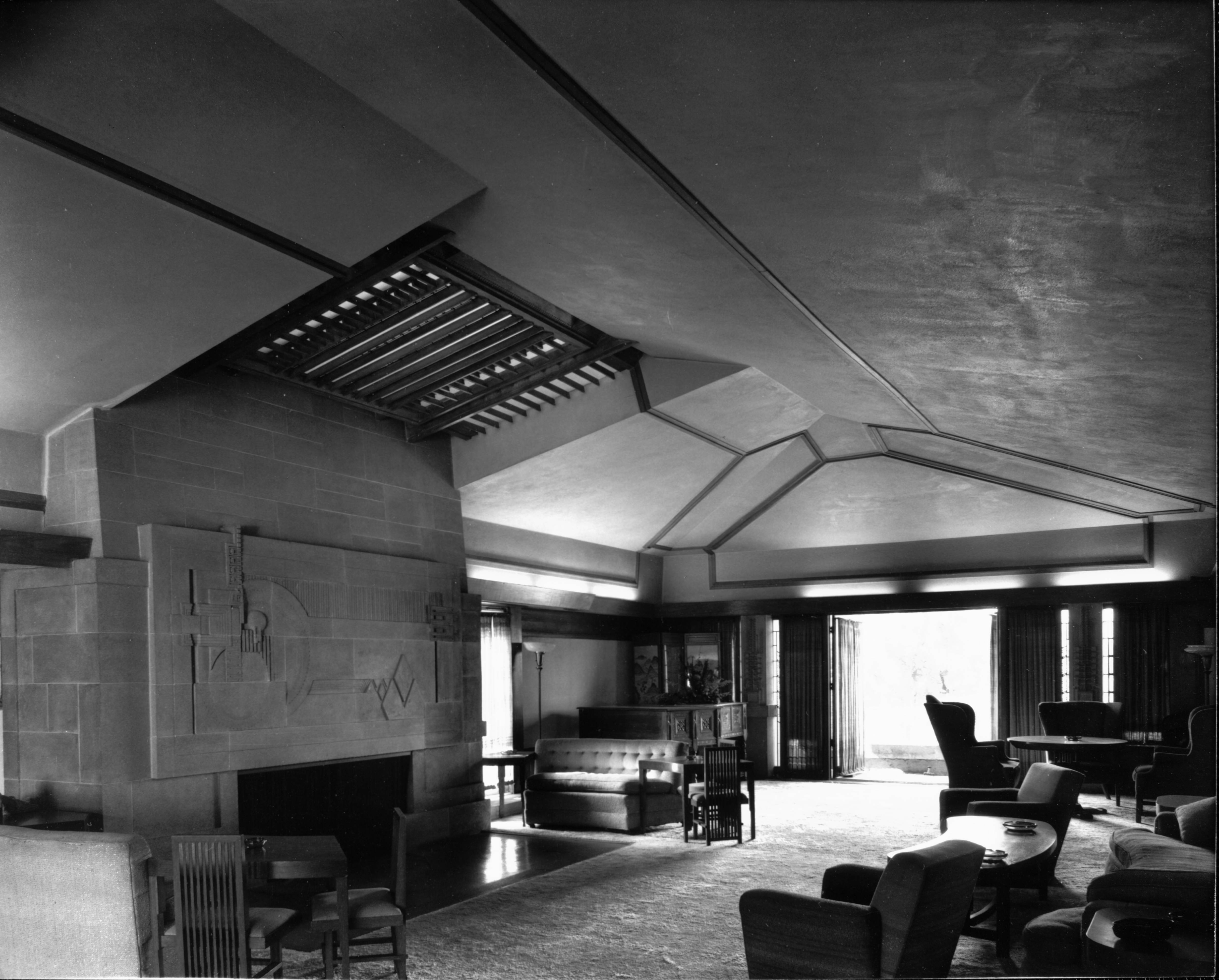
Wnętrze Hollyhock House – salon (1921)

Aline Barnsdall zamieszkiwała w domu na szczycie Olive Hill rzadko lub wcale. W 1927 roku podarowała nieruchomość miastu Los Angeles, które wydzierżawiło kompleks stowarzyszeniu malarzy, rzeźbiarzy, architektów i projektantów California Art Club, które użytkowało obiekt do 1942 roku. W latach 1946–1956 w budynku znajdowała się siedziba Olive Hill Foundation, w tym okresie przeprowadzono również renowację domu, która częściowo zaburzyła jego historyczny charakter.
W 1963 roku obiekt został uznany za Los Angeles Historic-Cultural Monument, a w 1971 roku wpisano go do amerykańskiego National Register of Historic Places. W 1974 roku przeprowadzono kolejny remont budynku, w ramach którego przywrócono jego pierwotny wygląd, odnowiono kamienne ściany oraz tynki i stiuki, a także zakonserwowano elementy drewniane. 15 października roku następnego w Hollyhock House otwarto muzeum. W 1989 roku budynek „zagrał” Świątynię Piranii w komedii Kobiety – Piranie.
W 1994 roku budynek poważnie ucierpiał w wyniku trzęsienia ziemi. W latach 2000–2005 przeprowadzono remont, podczas którego konstrukcję zabezpieczono przed wstrząsami sejsmicznymi, wstawiając stalowe belki wzmacniające w sufitach głównych pomieszczeń, pergoli wejściowej oraz garażu. Zrekonstruowano również cały drewniany dach obiektu. Kolejne prace konserwatorskie, w ramach których odnowiono m.in. garaż i kwaterę szofera, ganek, ściany tarasu oraz fundamenty biblioteki, a także odtworzono oryginalne okna, przeprowadzono w latach 2009–2012. W jadalni zainstalowano wówczas również replikę oryginalnej lampy. Ostatni remont obiektu zakończył się w 2014 roku, po czym w lutym roku następnego zabytek ponownie został otwarty dla turystów.
Rezydencja Hollyhock House (z wyjątkiem kilku pomieszczeń) jest udostępniona dla zwiedzających, których rocznie przybywa ponad 43 tys.

## Architektura

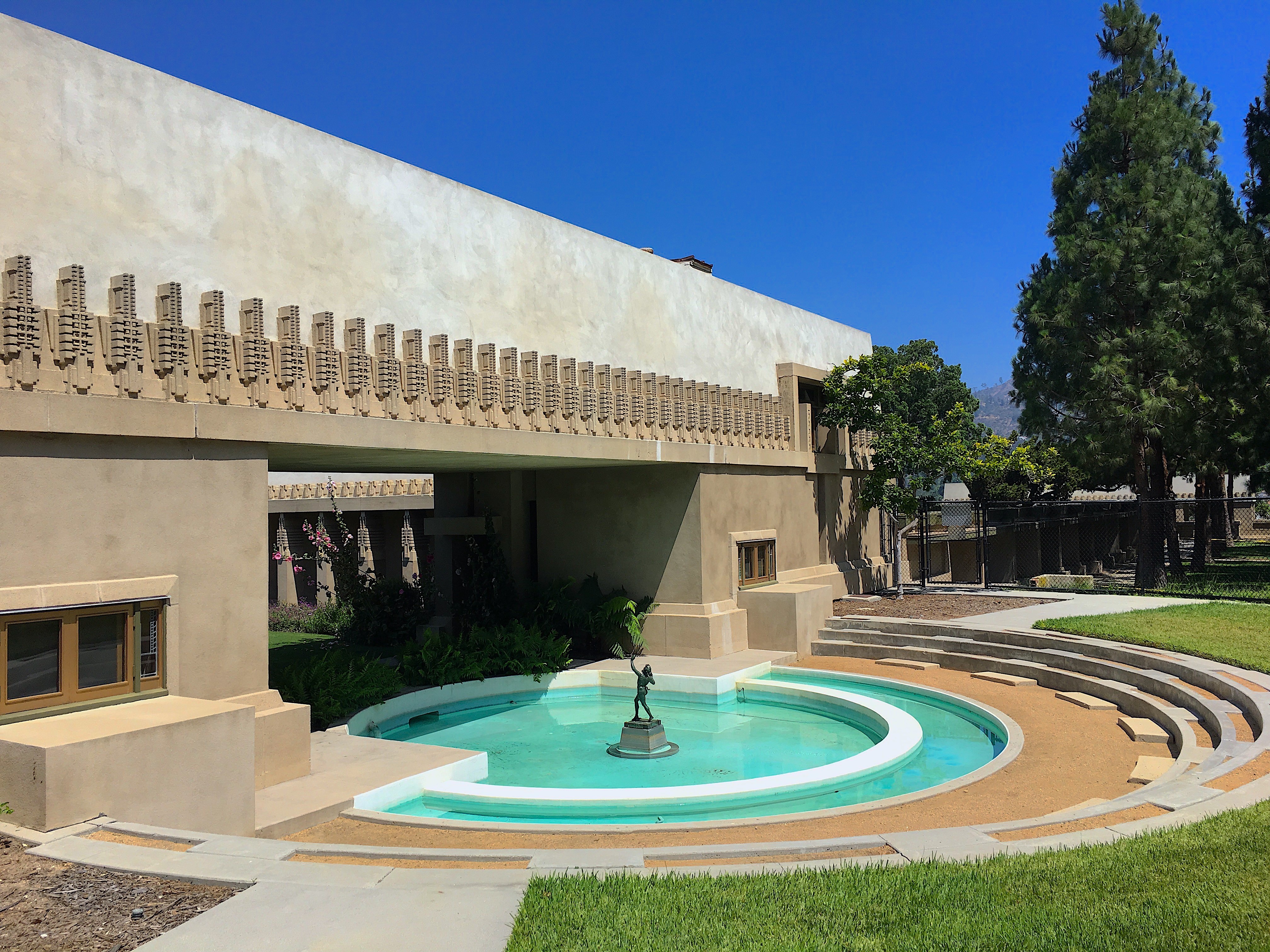
Widok na basen po remoncie (2019)

Aline Barnsdall Complex znajduje się na wschodnim krańcu dzielnicy Hollywood w Los Angeles, w Kalifornii. Wpisana na listę światowego dziedzictwa UNESCO nieruchomość zajmuje obszar 4,608 ha otoczony strefą buforową o powierzchni 13,986 ha. Granice wpisu pokrywają się z granicami National Historic Landmark i obejmują zaprojektowaną przez Franka Lloyda Wrighta na szczycie Olive Hill rezydencję i jej bezpośrednie otoczenie, Schindler Terrace oraz domy położone na zboczach wzgórza – Spring House i Residence „A” – a także Junior Arts Center (z 1967 roku) i Municipal Art Gallery (z 1971 roku) znajdujące się niżej, na wschodnim skraju posiadłości.
Hollyhock House został wybudowany wokół centralnego dziedzińca ogrodowego i płynnie łączy zewnętrzną i wewnętrzną przestrzeń życiową. Każde pomieszczenie ma dostęp do przestrzeni zewnętrznej dzięki rozmieszczonym na poziomie gruntu bądź dachu tarasom. Budynek stoi na betonowej podstawie i składa się z szeregu prostopadłościennych i prostoliniowych form otoczonych przez półkoliste elementy ogrodowe. Ściany wykonane są z pustych terakotowych płytek pokrytych stiukami i przypominają monolityczne konstrukcje prekolumbijskiej Mezoameryki. Na gzymsach elewacji ustawione są ozdoby z odlewanego betonu w formie stylizowanych malw. Cztery skrzydła domu zamykają centralny dziedziniec, który został zaprojektowany tak, aby można było na nim organizować przedstawienia teatralne. W zachodniej części budynku znajdują się schody zewnętrzne prowadzące na tarasy dachowe.

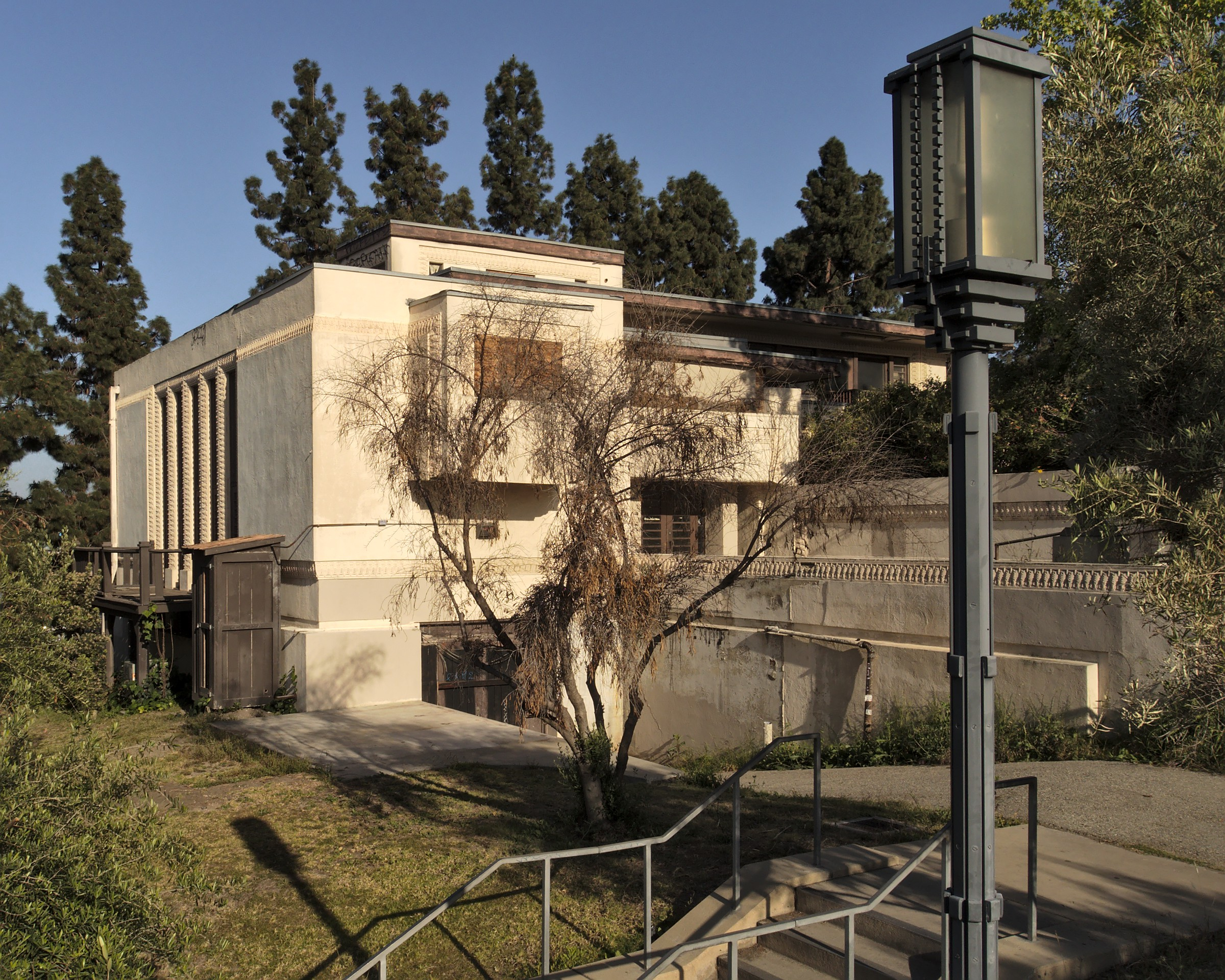
Residence „A”, widok od północnego zachodu (2015)

W budynku jest 17 pokoi i 7 łazienek. Głównymi pomieszczeniami na parterze są salon, kuchnia, jadalnia, sala muzyczna, biblioteka oraz pokój dziecięcy. W salonie uwagę zwraca kominek zwieńczony wykonaną z odlewanego betonu płaskorzeźbą – jego palenisko otoczone jest niewielkim, wyłożonym złotymi płytkami basenem, z którego wypływa woda. W suficie nad kominkiem znajduje się świetlik.
Hollyhock House harmonijnie łączy lokalną tradycję wznoszenia domów z patio z odniesieniami do sztuki Majów oraz symbolicznym traktowaniem form krajobrazowych. Dużą rolę odgrywa woda, która w postaci strumyka zasilanego przez podziemne źródło przepływa pod domem od patio do basenu znajdującego się za salonem. Wykończenia wykorzystujące malwę jako motyw dekoracyjny oraz zaprojektowane przez samego Wrighta okna z witrażami i elementy wyposażenia wnętrza wzmacniają ogólny efekt artystyczny.
Pobliski Spring House ma podobny charakter architektoniczny co główna rezydencja, wykonany jest z betonu i jego elewacje zdobią stiuki na drewnianych ramach. Residence „A” to z kolei budynek mający 2,5 piętra, zbudowany z płytek glinianych wykończonych stiukiem, którego część ścian obramowana jest drewnem. Obiekt, podobnie jak Hollyhock House, figuruje w rejestrze Los Angeles Historic-Cultural Monument (nr 33).

## Galeria

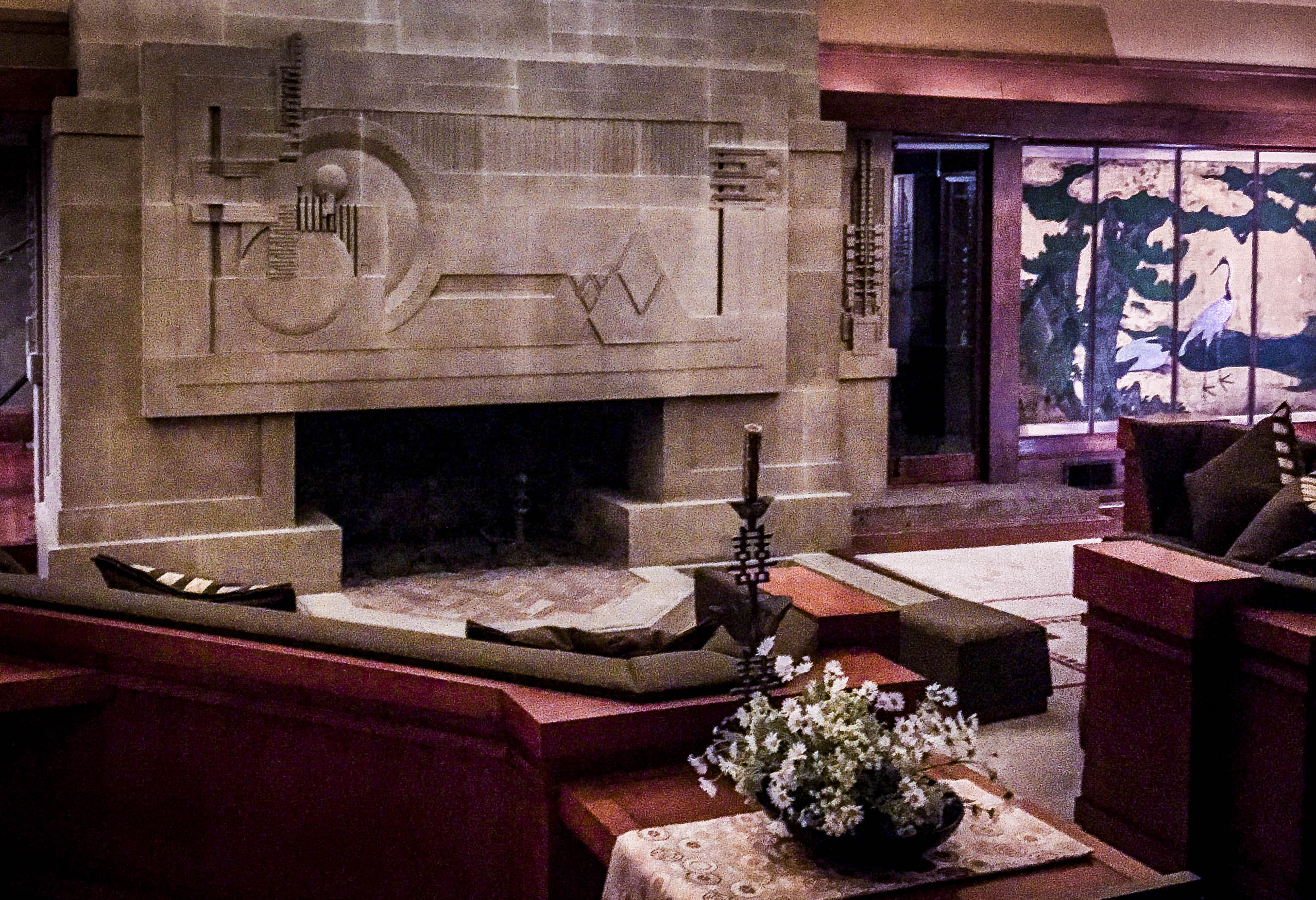
Salon z kominkiem (2015)
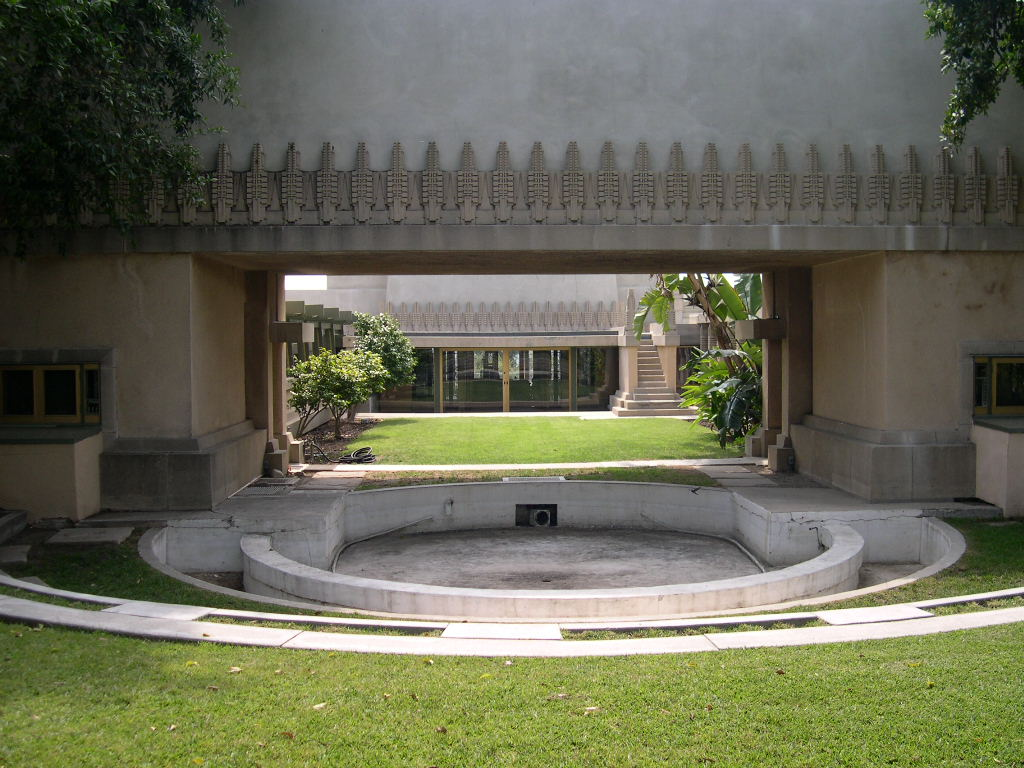
Widok na okrągły basen, z dziedzińcem i salonem w tle (2005)
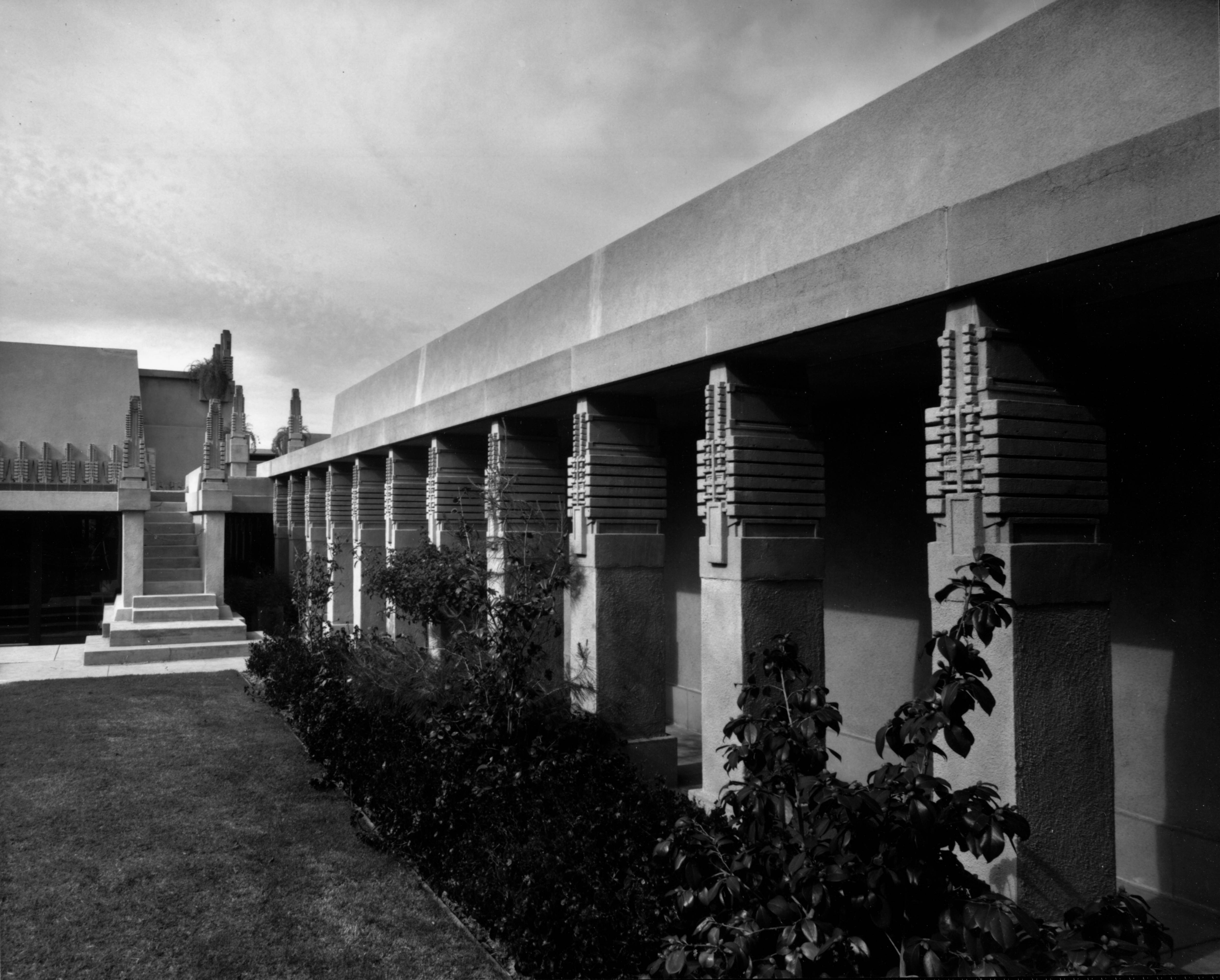
Fragment centralnego dziedzińca ze schodami na taras (1921)
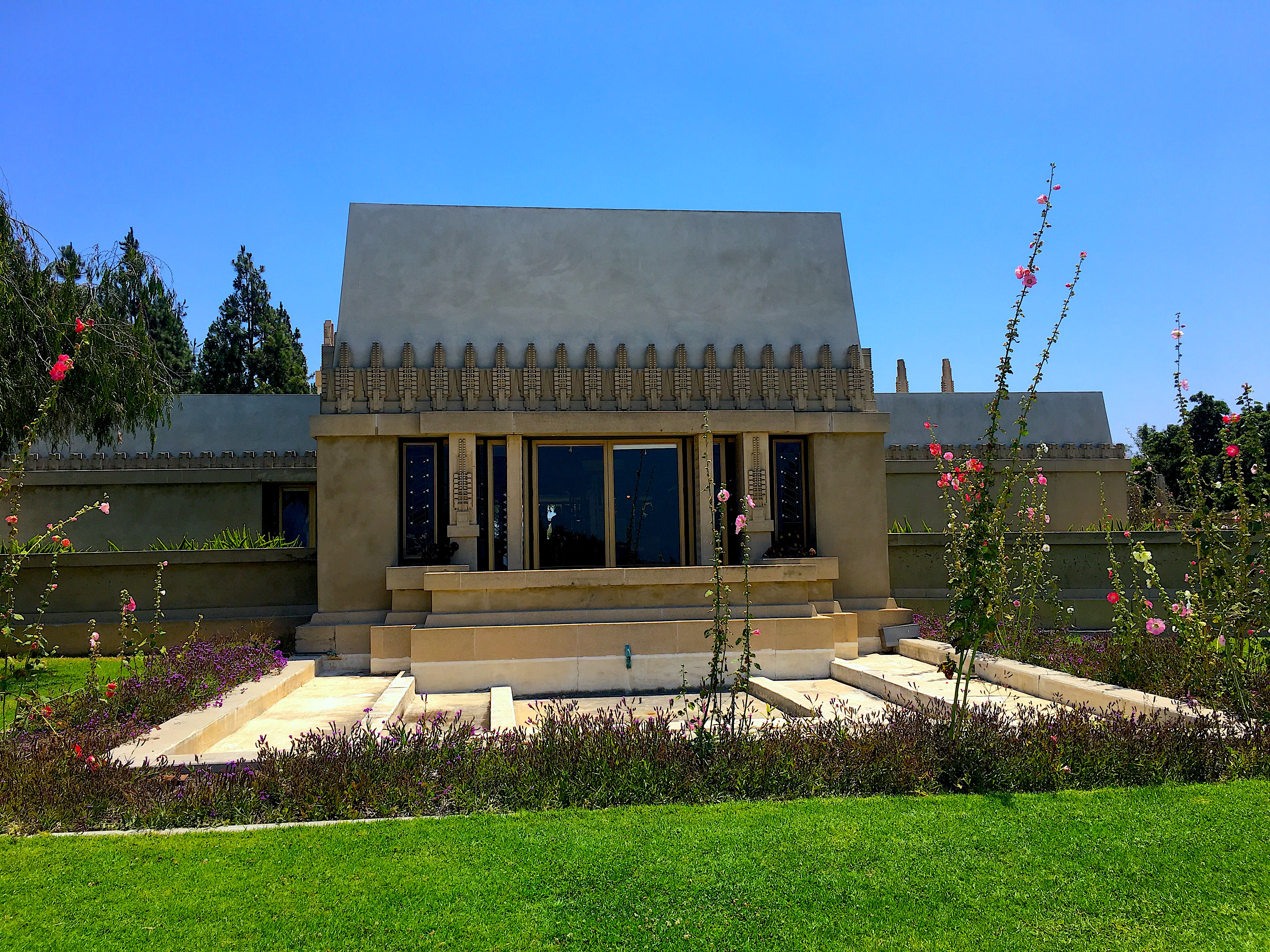
Hollyhock House widziany od zachodu (2019)
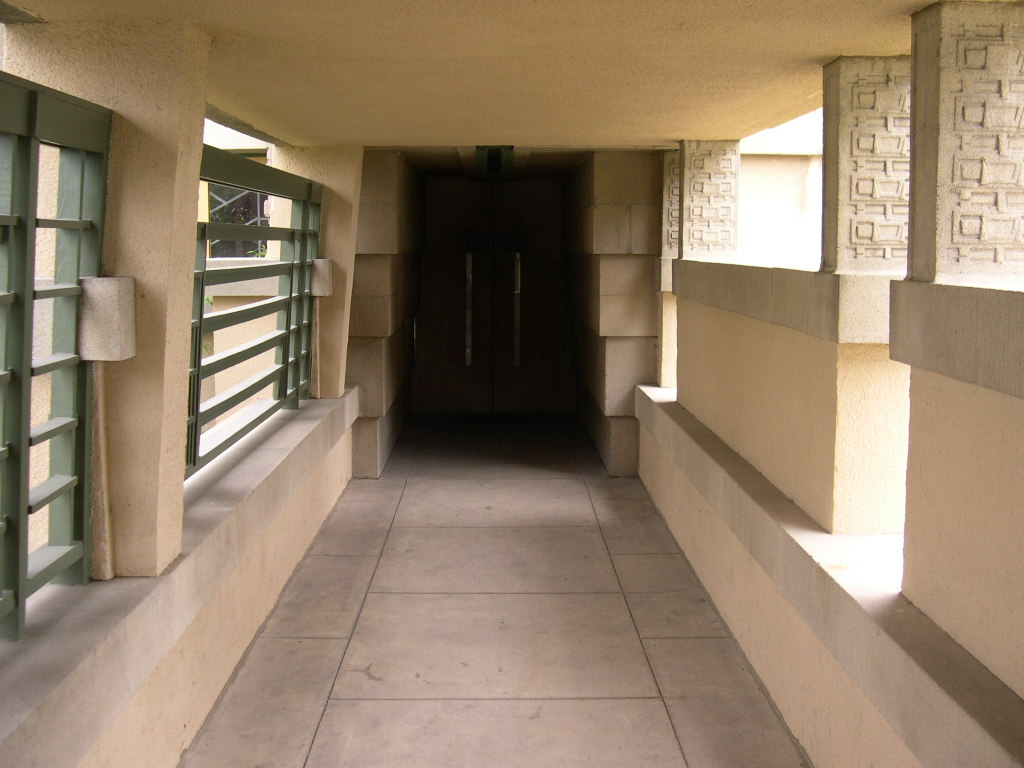
Wejście do budynku (2005)
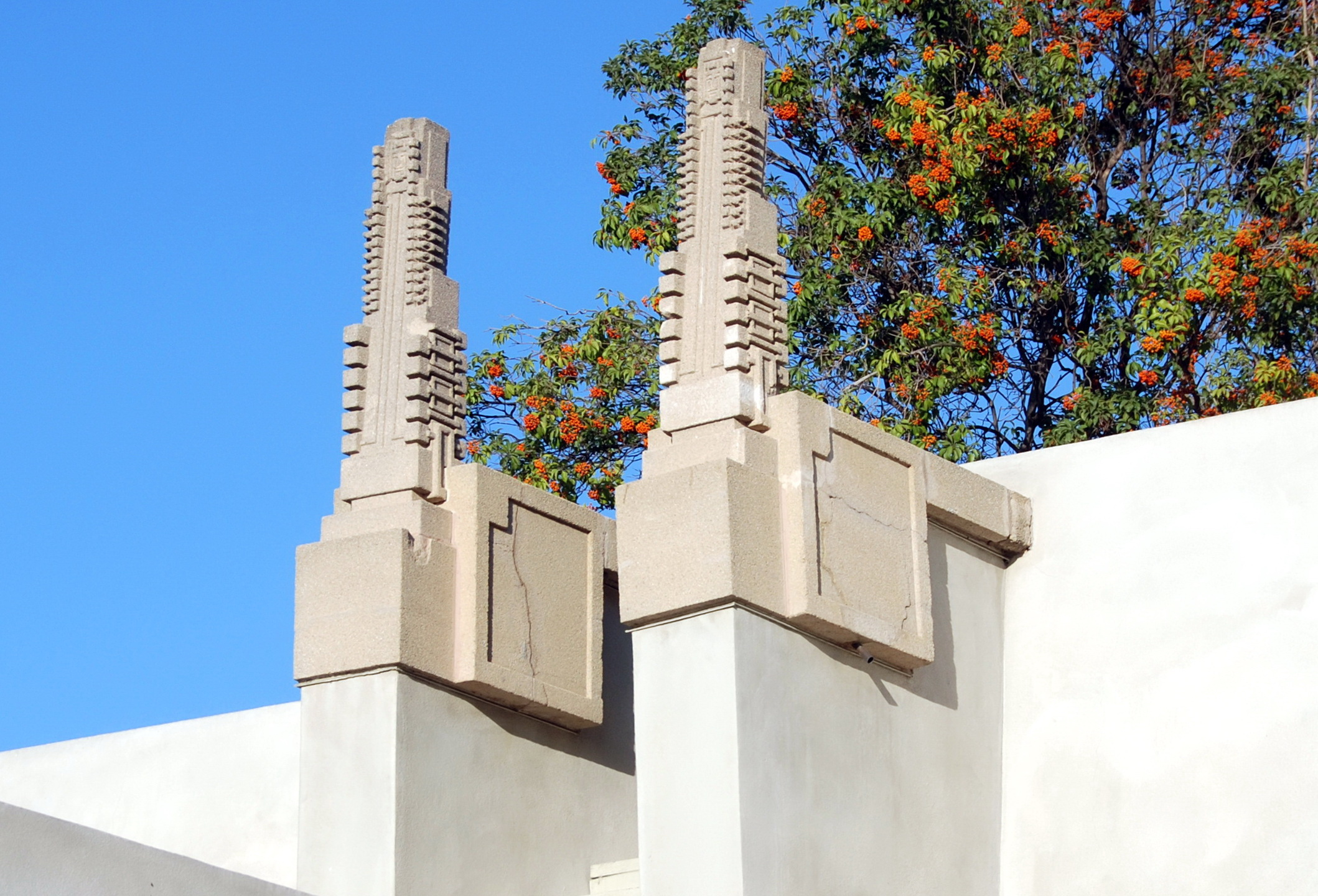
Detale architektoniczne w formie malw (2007)
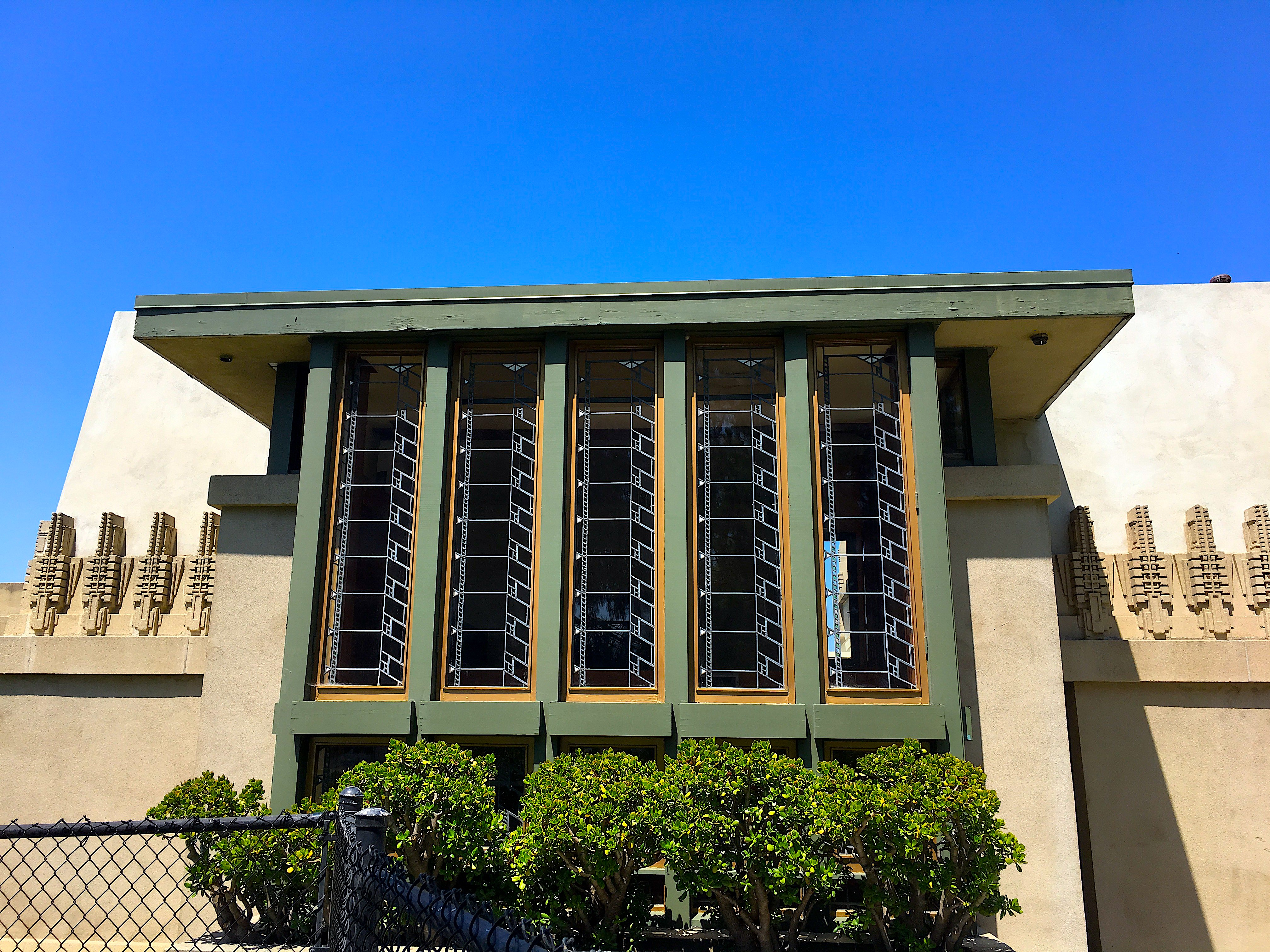
Witraże F.L. Wrighta w pokoju dziecięcym (2019)